# Esgrima nos Jogos Olímpicos de Verão de 2012 - Florete por equipes feminino
A prova de florete por equipes feminino da esgrima nos Jogos Olímpicos de Verão de 2012 foi realizada no dia 2 de agosto no ExCeL.
A Itália, formada por Elisa Di Francisca, Arianna Errigo, Ilaria Salvatori e Valentina Vezzali, ganhou a medalha de ouro ao derrotar a equipe da Rússia na final.

## Calendário
Horário local (UTC+1)
| Dia         | Horário | Fase                  |
| ----------- | ------- | --------------------- |
| 2 de agosto | 09:00   | Qualificatórias Final |

## Medalhistas
|  | ITA Itália                                                           |  | RUS Rússia                                                               |  | KOR Coreia do Sul                               |
|  | Elisa Di Francisca Arianna Errigo Ilaria Salvatori Valentina Vezzali |  | Aida Chanaeva Larisa Korobeynikova Inna Deriglazova Kamilla Gafurzianova |  | Nam Hyun-hee Jeon Hee-sook Jung Gil-ok Oh Ha-na |

## Resultados

### Finais
|  | Primeira fase | Primeira fase    | Primeira fase |  |  | Quartas-de-final | Quartas-de-final   | Quartas-de-final |    |   | Semifinal         | Semifinal  | Semifinal |                |                | Final          | Final | Final |
|  |               |                  |               |  |  |                  |                    |                  |    |   |                   |            |           |                |                |                |       |       |
|  |               |                  |               |  |  |                  |                    |                  |    |   |                   |            |           |                |                |                |       |       |
|  |               |                  |               |  |  | 1                | ITA Itália         | 42               |    |   |                   |            |           |                |                |                |       |       |
|  | 9             | EGY Egito        | 34            |  |  | 8                | GBR Grã-Bretanha   | 14               |    |   |                   |            |           |                |                |                |       |       |
|  | 8             | GBR Grã-Bretanha | 45            |  |  |                  |                    |                  |    | 1 | ITA Itália        | 45         |           |                |                |                |       |       |
|  |               |                  |               |  |  |                  | 4                  | FRA França       | 22 |   |                   |            |           |                |                |                |       |       |
|  |               |                  |               |  |  | 5                | POL Polônia        | 31               |    |   |                   |            |           |                |                |                |       |       |
|  |               |                  |               |  |  | 4                | FRA França         | 42               |    |   |                   |            |           |                |                |                |       |       |
|  |               |                  |               |  |  |                  |                    |                  |    |   | 1                 | ITA Itália | 45        |                |                |                |       |       |
|  |               |                  |               |  |  |                  | 2                  | RUS Rússia       | 31 |   |                   |            |           |                |                |                |       |       |
|  |               |                  |               |  |  | 3                | KOR Coreia do Sul  | 45               |    |   |                   |            |           |                |                |                |       |       |
|  |               |                  |               |  |  | 6                | USA Estados Unidos | 31               |    |   |                   |            |           |                |                |                |       |       |
|  |               |                  |               |  |  |                  |                    |                  |    | 3 | KOR Coreia do Sul | 32         |           | Terceiro lugar | Terceiro lugar | Terceiro lugar |       |       |
|  |               |                  |               |  |  |                  | 2                  | RUS Rússia       | 44 |   |                   |            |           |                |                |                |       |       |
|  |               |                  |               |  |  | 7                | JPN Japão          | 17               |    |   |                   |            |           |                | 4              | FRA França     | 32    |       |
|  |               |                  |               |  |  | 2                | RUS Rússia         | 45               |    | 3 | KOR Coreia do Sul | 45         |           |                |                |                |       |       |
|  |               |                  |               |  |  |                  |                    |                  |    |   |                   |            |           |                |                |                |       |       |

### Classificação 5º–8º
|  | Classificação 5–8 |                    |                   |  |   |                    |                   |                   |
|  | 8                 | GBR Grã-Bretanha   | 20                |  |   |                    |                   |                   |
|  | 5                 | POL Polônia        | 43                |  |   | Classificação 5–6  | Classificação 5–6 | Classificação 5–6 |
|  |                   |                    |                   |  |   | 5                  | POL Polônia       | 45                |
|  | Classificação 5–8 | Classificação 5–8  | Classificação 5–8 |  | 6 | USA Estados Unidos | 39                |                   |
|  | 6                 | USA Estados Unidos | 44                |  |   |                    |                   |                   |
|  | 7                 | JPN Japão          | 22                |  |   | Classificação 7–8  | Classificação 7–8 | Classificação 7–8 |
|  |                   |                    |                   |  |   | 8                  | GBR Grã-Bretanha  | 21                |
|  |                   |                    |                   |  |   | 7                  | JPN Japão         | 30                |

## Classificação final
| Pos.              | CON                | Equipe                                                                       |
| ----------------- | ------------------ | ---------------------------------------------------------------------------- |
| Medalha de ouro   | ITA Itália         | Elisa Di Francisca Arianna Errigo Valentina Vezzali Ilaria Salvatori         |
| Medalha de prata  | RUS Rússia         | Inna Deriglazova Kamilla Gafurzianova Aida Shanayeva Larisa Korobeynikova    |
| Medalha de bronze | KOR Coreia do Sul  | Jeon Hee-sook Jung Gil-ok Nam Hyun-hee Oh Ha-na                              |
| 4                 | FRA França         | Astrid Guyart Corinne Maîtrejean Ysaora Thibus Anita Blaze                   |
| 5                 | POL Polônia        | Sylwia Gruchała Martyna Synoradzka Małgorzata Wojtkowiak Karolina Chlewińska |
| 6                 | USA Estados Unidos | Lee Kiefer Nzingha Prescod Nicole Ross Doris Willette                        |
| 7                 | JPN Japão          | Kanae Ikehata Shiho Nishioka Chieko Sugawara Kyomi Hirata                    |
| 8                 | GBR Grã-Bretanha   | Anna Bentley Natalia Sheppard Sophie Troiano Martina Emanuel                 |
| 9                 | EGY Egito          | Eman El Gammal Shaimaa El-Gammal Eman Gaber Rana El Husseiny                 |